# 佐藤洋一郎 (農学者)
佐藤 洋一郎（さとう よういちろう、1952年11月24日 - ）は、日本の農学者、総合地球環境学研究所名誉教授、人間文化研究機構理事。

## 経歴
1952年、和歌山県生まれ。1977年、京都大学農学部農学科を卒業し、1979年に同大学院農学研究科農学専攻修士課程を修了。
1981年に高知大学農学部助手、1983年に国立遺伝学研究所研究員となった。1986年、学位論文『水稲における草型の変異およびその決定機作に関する育種学的研究』を京都大学に提出して農学博士号を取得。1994年、静岡大学農学部助教授に転じ、2003年に総合地球環境学研究所教授となった。2008年より副所長。2013年に同研究所を退任し、名誉教授となった。その後は京都産業大学教授を務め、2015年に退職した。その後は大学共同利用機関法人人間文化研究機構理事となり、2018年に退任。
京都府立大学和食文化研究センター特任教授を務めている。

## 受賞・栄典
2004年、第17回濱田青陵賞を受賞。

## 著作
単著
- 『稲とはどんな植物か コメ再考』三一新書 1995
- 『DNAが語る稲作文明 起源と展開』日本放送出版協会 NHKブックス 1997
- 『DNA考古学』東洋書店 1999
- 『森と田んぼの危機 植物遺伝学の視点から』朝日選書 1999
- 『縄文農耕の世界 DNA分析で何がわかったか』PHP新書 2000
- 『DNA考古学のすすめ』丸善ライブラリー 2002
- 『稲の日本史』角川選書 2002
- 『イネが語る日本と中国 交流の大河五〇〇〇年』農山漁村文化協会 図説・中国文化百華 2003
- 『イネの文明 人類はいつ稲を手にしたか』PHP新書 2003
- 『クスノキと日本人 知られざる古代巨樹信仰』八坂書房 2004
- 『里と森の危機 暮らし多様化への提言』朝日選書 2005
- 『よみがえる緑のシルクロード 環境史学のすすめ』岩波ジュニア新書 2006
- 『イネの歴史』京都大学学術出版会 2008
- 『コシヒカリより美味い米 お米と生物多様性』朝日新書 2010
- 『食を考える』福音館書店 2012
- 『食と農の未来 ユーラシア一万年の旅』昭和堂 地球研叢書 2012
- 『知ろう食べよう世界の米』岩波ジュニア新書 2012
- 『食の多様性』勉誠出版 2014
- 『稲と米の民族誌 アジアの稲作景観を歩く』NHKブックス 2016
- 『食の人類史 ユーラシアの狩猟・採集、農耕、遊牧』中公新書 2016
- 『米の日本史-稲作伝来、軍事物資から和食文化まで』(中公新書) 2020

共編著・監修
- 『〈三内丸山遺跡〉植物の世界 DNA考古学の視点から』石川隆二共著 裳華房 ポピュラー・サイエンス 2004
- 『食の文化フォーラム 米と魚』編 ドメス出版 2008
- 『ユーラシア農耕史』全5巻 監修 臨川書店 2008-10
- 『塩の文明誌 人と環境をめぐる5000年』渡邉紹裕共著 日本放送出版協会 NHKブックス 2009
- 『麦の自然史 人と自然が育んだムギ農耕』加藤鎌司共編著 北海道大学出版会 2010
- 『焼畑の環境学 いま焼畑とは』原田信男・鞍田崇編 監修 思文閣出版 地球研ライブラリー 2011
- 『アジアの人びとの自然観をたどる』木部暢子・小松和彦共編 勉誠出版 2013
- 『イエローベルトの環境史 サヘルからシルクロードへ』谷口真人共編、弘文堂 2013
- 『イネの歴史を探る』赤坂憲雄共編 玉川大学出版部 フィールド科学の入口　2013
- 『農業問題の基層とはなにか いのちと文化としての農業』(シリーズ・いま日本の「農」を問う) 末原達郎・岡本信一・山田優共著、ミネルヴァ書房 2014
- 『稲と日本人』甲斐信枝作 監修 福音館書店 2015
- 『日本の出土米 2　佐藤敏也コレクションの研究』(冷温帯地域の遺跡資源の保存活用促進プロジェクト研究報告書)田中克典・上條信彦共編、六一書房 2015
- 『農と食の新しい倫理』秋津元輝,竹之内裕文共編著、昭和堂, 2018
- 『海の食料資源の科学 持続可能な発展にむけて』 (生命科学と現代社会) 石川智士・黒倉寿共編集、勉誠出版, 2019
- 『日本のイネ品種考 木簡からDNAまで』編、臨川書店, 2019
- 『縮小する日本社会―危機後の新しい豊かさを求めて (生命科学と現代社会)香坂玲』勉誠出版, 2019

翻訳
- ピーター・ベルウッド（英語版）『農耕起源の人類史』長田俊樹共監訳 京都大学学術出版会 地球研ライブラリー 2008
- ヘレン J.ジョルダン作 ロレッタ・クルピンスキ絵『たねそだててみよう』福音館書店 2009

## 関連DVD
- DVDシリーズ『対論日本』 第1巻「遺伝子と文明」 梅原猛×佐藤洋一郎 紀伊國屋書店 2010
- DVDシリーズ『対論日本』 第2巻「染色～色の不思議」 染色家志村ふくみ・志村洋子VS佐藤洋一郎 紀伊國屋書店 2010
- 『対論日本 第3巻「記憶と記録－基層文化の探求－」姫田忠義VS佐藤洋一郎』紀伊國屋書店　2011.2